# Indianapolis Colts 2009
La stagione 2009 degli Indianapolis Colts è stata la 57ª della franchigia nella National Football League, la 26ª con sede a Indianapolis. I Colts conclusero con un record di 14 vittorie e 2 sconfitte, terminando al primo posto della AFC South e centrando l'accesso ai playoff per l'ottavo anno consecutivo. Peyton Manning venne premiato come MVP della NFL per il secondo anno consecutivo e la quarta volta complessiva, un record. Con il miglior record dell'AFC, i Colts nel divisional round dei playoff batterono i Baltimore Ravens e nella finale di conference i New York Jets. Si qualificarono così per il Super Bowl XLIV a tre anni dall'ultima apparizione, dove furono battuti per 31-17 dai New Orleans Saints.

## Roster
| Roster degli Indianapolis Colts nel 2009 |
| --- |
| Quarterback - 18 Peyton Manning - 7 Curtis Painter Running Back - 29 Joseph Addai - 31 Donald Brown - 32 Mike Hart - 35 Chad Simpson KR Wide Receiver - 81 Hank Baskett - 17 Austin Collie - 85 Pierre Garçon - 14 Sam Giguère - 87 Reggie Wayne Tight End - 44 Dallas Clark - 46 Colin Cloherty - 47 Gijon Robinson FB - 84 Jacob Tamme FB Offensive Linemen - 66 Kyle DeVan G - 71 Ryan Diem T - 74 Charlie Johnson T/G - 65 Ryan Lilja G - 78 Mike Pollak G/C - 61 Jamey Richard G/C - 63 Jeff Saturday C - 75 Michael Toudouze T - 67 Tony Ugoh T Defensive Linemen - 94 Ervin Baldwin DE - 79 Raheem Brock DE - 96 Keyunta Dawson DE - 68 Eric Foster DT - 93 Dwight Freeney DE - 69 John Gill DT - 99 Antonio Johnson DT - 98 Robert Mathis DE - 95 Fili Moala DT - 90 Daniel Muir DT Linebacker - 58 Gary Brackett ILB - 52 Cody Glenn OLB - 59 Ramon Humber OLB - 54 Freddy Keiaho ILB - 55 Clint Session OLB - 50 Philip Wheeler OLB Defensive Back - 41 Antoine Bethea FS - 33 Melvin Bullitt SS - 43 Aaron Francisco FS - 26 Kelvin Hayden CB - 23 Tim Jennings CB - 27 Jacob Lacey CB - 25 Jerraud Powers CB - 20 T.J. Rushing CB/PR - 40 Jamie Silva SS Special Team - 1 Pat McAfee P - 48 Justin Snow LS - 3 Matt Stover K - 4 Adam Vinatieri K Lista delle riserve - 76 Daniel Federkeil G/T (IR) - 11 Anthony Gonzalez WR (IR) - 56 Tyjuan Hagler OLB (IR) - -- Roy Hall WR (IR) - 97 Rudolph Hardie DE (IR) - 28 Marlin Jackson CB (IR) - 80 Jamie Petrowski TE (IR) - -- Quinn Pitcock DT (Did Not Report) - 21 Bob Sanders SS (IR) - 86 Tom Santi TE (IR) - 12 Jim Sorgi QB (IR) Squadra di allenamento - 30 Darrick Brown CB - 36 Brandon Harrison S - 34 Terrail Lambert CB - 83 John Matthews WR - 57 Brandon Renkart ILB - 10 Taj Smith WR - 73 Jaimie Thomas G - 16 Drew Willy QB |
| Legenda - I rookie sono in corsivo. - Il primo ruolo è il principale mentre gli eventuali successivi indicano i ruoli secondari. - (IR) sta per Injured Reserve ed indica la lista ristretta per un solo giocatore infortunato che può tornare ad allenarsi dopo la settimana 6 e a rientrare in prima squadra dopo che questa ha giocato 8 partite. - (NF-Inj.) / (NF-Ill.) stanno rispettivamente per Non-Football Injured e Non-Football Illness ed indicano le liste dove viene inserito un giocatore che ha un infortunio o una malattia non dipendente dal football americano. - (PUP) sta per Physically Unable to Perform ed indica la lista dove viene inserito un giocatore mentre è in attesa di recuperare la condizione fisica. Nella stagione regolare dopo la sesta partita giocata dalla propria squadra, il giocatore ha tempo tre settimane per riprendere ad allenarsi, più tre settimane aggiuntive dal suo rientro agli allenamenti per rientrare in prima squadra. |

Fonte:

## Calendario
| Stagione regolare |                    |                         |                    |                    |                                |                    |                    |                    |                    |
| Turno             | Data               | Avversario              | Risultato          | Record             | Stadio                         | Sintesi            |                    |                    |                    |
| 1                 | 13 settembre       | Jacksonville Jaguars    | V 14–12            | 1–0                | Lucas Oil Stadium              | Recap              |                    |                    |                    |
| 2                 | 21 settembre       | at Miami Dolphins       | V 27–23            | 2–0                | Land Shark Stadium             | Recap              |                    |                    |                    |
| 3                 | 27 settembre       | at Arizona Cardinals    | V 31–10            | 3–0                | University of Phoenix Stadium  | Recap              |                    |                    |                    |
| 4                 | 4 ottobre          | Seattle Seahawks        | V 34–17            | 4–0                | Lucas Oil Stadium              | Recap              |                    |                    |                    |
| 5                 | 11 ottobre         | at Tennessee Titans     | V 31–9             | 5–0                | LP Field                       | Recap              |                    |                    |                    |
| 6                 | Settimana di pausa | Settimana di pausa      | Settimana di pausa | Settimana di pausa | Settimana di pausa             | Settimana di pausa | Settimana di pausa | Settimana di pausa | Settimana di pausa |
| 7                 | October 25         | at St. Louis Rams       | V 42–6             | 6–0                | Edward Jones Dome              | Recap              |                    |                    |                    |
| 8                 | 1º novembre        | San Francisco 49ers     | V 18–14            | 7–0                | Lucas Oil Stadium              | Recap              |                    |                    |                    |
| 9                 | 8 novembre         | Houston Texans          | V 20–17            | 8–0                | Lucas Oil Stadium              | Recap              |                    |                    |                    |
| 10                | 15 novembre        | New England Patriots    | V 35–34            | 9–0                | Lucas Oil Stadium              | Recap              |                    |                    |                    |
| 11                | 22 novembre        | at Baltimore Ravens     | V 17–15            | 10–0               | M&T Bank Stadium               | Recap              |                    |                    |                    |
| 12                | 29 novembre        | at Houston Texans       | V 35–27            | 11–0               | Reliant Stadium                | Recap              |                    |                    |                    |
| 13                | 6 dicembre         | Tennessee Titans        | V 27–17            | 12–0               | Lucas Oil Stadium              | Recap              |                    |                    |                    |
| 14                | 13 dicembre        | Denver Broncos          | V 28–16            | 13–0               | Lucas Oil Stadium              | Recap              |                    |                    |                    |
| 15                | 17 dicembre        | at Jacksonville Jaguars | V 35–31            | 14–0               | Jacksonville Municipal Stadium | Recap              |                    |                    |                    |
| 16                | 27 dicembre        | New York Jets           | S 15–29            | 14–1               | Lucas Oil Stadium              | Recap              |                    |                    |                    |
| 17                | 3 gennaio          | at Buffalo Bills        | S 7–30             | 14–2               | Ralph Wilson Stadium           | Recap              |                    |                    |                    |

Nota: Gli avversari della propria division sono in grassetto.

### Playoff
| Playoff          |                                           |                                           |                                           |                                           |                                           |                                           |                                           |                                           |
| Turno            | Data                                      | Avversario                                | Risultato                                 | Record                                    | Stadio                                    | Sintesi                                   |                                           |                                           |
| Wild Card        | Qualificati direttamente al secondo turno | Qualificati direttamente al secondo turno | Qualificati direttamente al secondo turno | Qualificati direttamente al secondo turno | Qualificati direttamente al secondo turno | Qualificati direttamente al secondo turno | Qualificati direttamente al secondo turno | Qualificati direttamente al secondo turno |
| Divisional       | 16 gennaio                                | Baltimore Ravens (6)                      | V 20–3                                    | 1–0                                       | Lucas Oil Stadium                         | Recap                                     |                                           |                                           |
| AFC Championship | 24 gennaio                                | New York Jets (5)                         | V 30–17                                   | 2–0                                       | Lucas Oil Stadium                         | Recap                                     |                                           |                                           |
| Super Bowl XLIV  | 7 febbraio                                | vs. New Orleans Saints (N1)               | S 17–31                                   | 2–1                                       | Sun Life Stadium                          | Recap                                     |                                           |                                           |

## Classifiche
| AFC South              |    |   |   |      |     |      |     |     |     |
|                        | V  | S | P | %    | DIV | CONF | PF  | PS  | STR |
| (1) Indianapolis Colts | 14 | 2 | 0 | .875 | 6–0 | 10–2 | 416 | 307 | S2  |
| Houston Texans         | 9  | 7 | 0 | .563 | 1–5 | 6–6  | 388 | 333 | V4  |
| Tennessee Titans       | 8  | 8 | 0 | .500 | 2–4 | 4–8  | 354 | 402 | V1  |
| Jacksonville Jaguars   | 7  | 9 | 0 | .438 | 3–3 | 6–6  | 290 | 380 | S4  |

## Premi
| Premio                                                   | Giocatore      | Ruolo         |
| -------------------------------------------------------- | -------------- | ------------- |
| MVP della NFL                                            | Peyton Manning | Quarterback   |
| AP NFL All-Pro (first team)                              | Peyton Manning | Quarterback   |
| AP NFL All-Pro (first team)                              | Dallas Clark   | Tight end     |
| AP NFL All-Pro (first team)                              | Dwight Freeney | Defensive end |
| AP NFL All-Pro (second team)                             | Reggie Wayne   | Wide receiver |
| Pro Bowl                                                 | Peyton Manning | Quarterback   |
| Pro Bowl                                                 | Reggie Wayne   | Wide receiver |
| Pro Bowl                                                 | Dallas Clark   | Tight end     |
| Pro Bowl                                                 | Jeff Saturday  | Centro        |
| Pro Bowl                                                 | Dwight Freeney | Defensive end |
| Pro Bowl                                                 | Robert Mathis  | Defensive end |
| Pro Bowl                                                 | Antoine Bethea | Safety        |
| Giocatore offensivo della AFC della settimana (sett. 9)  | Dallas Clark   | Tight end     |
| Giocatore offensivo della AFC della settimana (sett. 10) | Peyton Manning | Quarterback   |
| Giocatore offensivo della AFC del mese (settembre 2009)  | Peyton Manning | Quarterback   |
| Difensore della AFC del mese (dicembre 2009)             | Robert Mathis  | Defensive end |